# 枝城镇
枝城镇，是中华人民共和国湖北省宜昌市宜都市下辖的一个镇。地处宜都市东南部，东与枝江市隔长江相望，东南与松滋市接壤，南与松木坪镇相邻，西与王家畈乡相连，北与陆城街道接壤。

## 概況
- 與枝江的關係：枝城歷史上屬枝江縣，自宋度宗咸淳六年（1270年），枝江縣治由澌洋洲（今松滋老城）移至長江南岸白水鎮下沱市（今枝城鎮沙沱），至1955年撤枝江縣併入宜都縣，此地為枝江縣城686年，故名“枝城”。現時的枝江市大部分地區在當年是屬於枝江縣的飛地。
- 現屬宜都市，為該市工業重鎮，被劃為化工建材工業園。

## 行政区划
枝城镇下辖以下地区：
解放社区、大同社区、洋溪社区、架锅山村、黎家坪村、水井坪村、纸坊冲村、六里冲村、钟家冲村、洋溪村、何阳店村、回龙垱村、官垱村、官坪村、五峰山村、白水港村、三板湖村、九道河村、大堰村、余家桥村、泉水河村、赤溪河村、全心畈村、洋津畈村、沿江村、环城村、阳和岭村、解家冲村、楼子河村、梁家畈村和龙王台村。

## 地理
- 位於湖北省宜都市東南部，北緯30°9′38″至30°21′8″、東經111°13′26″111°35 ′50″之間。
- 地勢西南高，屬武陵山餘脈，東北低，臨長江。西南部與宜都市松木坪鎮接壤的雲台觀30°10′6.1″N 111°25′4.6″E / 30.168361°N 111.417944°E主峰為該鎮最高點，海拔896米；東部與枝江市、松滋市接壤的官洲30°15′46.2″N 111°34′38.1″E / 30.262833°N 111.577250°E為最低點，海拔38米。境內以丘陵地貌為主。
- 枝城境內主要地名概覽

| 地名     | 所在村                     | 坐標                                                      | 海拔高程 | 走向      | 備註 |
| 雲台觀   | 水井坪村                   | 30°10′6.1″N 111°25′4.6″E / 30.168361°N 111.417944°E       | 896米    |           | 境內最高點 |
| 筆架山   | 環城村                     | 30°17′54″N 111°30′29″E / 30.29833°N 111.50806°E           | 55.1米   |           | 故縣衙所在 |
| 募旗山   | 官坪村                     | 30°13′52″N 111°31′30″E / 30.23111°N 111.52500°E           | 242.2米  |           | 三國名將關羽曾於此山樹旗募軍，故名。                                                                                   |
| 王子大山 | 黎家坪村                   | 30°14′14.5″N 111°24′6.82″E / 30.237361°N 111.4018944°E    | 506.8米  | 東北-西南 | |
| 七嶺山   | 余家橋村                   | 30°15′3.6″N 111°27′18.9″E / 30.251000°N 111.455250°E      | 300.4米  | 東-西     | |
| 鰲家大山 | 梁家畈村                   | 30°19′46″N 111°28′32″E / 30.32944°N 111.47556°E           | 159.2米  |           | |
| 金紫山   | 梁家畈村                   | 30°18′21″N 111°28′55″E / 30.30583°N 111.48194°E           | 65.5米   |           | |
| 三管筆   | 三板湖村、陽和嶺村、沿江村 | 30°16′58″N 111°30′32″E / 30.28278°N 111.50889°E           | 131.1米  |           | 原名紫山，相傳為劉備入蜀時於此登山並更紫衣祭漢景帝而名，又名著紫山。載於民國二十年商務印書館版《中國古今地名大辭典》。 |
| 老鴉山   | 洋溪村                     | 30°15′21.46″N 111°32′30.94″E / 30.2559611°N 111.5419278°E | 135.8米  | 東北-西南 | 採礦致地貌改變 |

| 地名       | 所在村                     | 坐標                                                    | 海拔高程 | 走向  | 備註 |
| 九道河水庫 | 紙坊沖村 六里沖村 鍾家沖村 | 30°11′53.9″N 111°28′17″E / 30.198306°N 111.47139°E      | 152.0米  | 東-西 |      |
| 張家沖水庫 | 架鍋山村                   | 30°15′25.9″N 111°25′19.24″E / 30.257194°N 111.4220111°E | 120.0米  | 東-西 |      |
| 安橋水庫   | 官垱村                     | 30°13′1.7″N 111°31′54″E / 30.217139°N 111.53167°E       |          |       |      |

| 地名         | 別名         | 所在村            | 坐標                                                      | 海拔高程 | 備註     |
| 白水港大橋   | 白水二橋     | 梁家畈村          | 30°18′26.43″N 111°28′56.41″E / 30.3073417°N 111.4823361°E | 43米     |          |
| 白水港橋     | 白水一橋     | 梁家畈村          | 30°18′19.28″N 111°28′53.6″E / 30.3053556°N 111.481556°E   | 46米     |          |
| 枝城長江大橋 | 宜都长江大橋 | 沿江村            | 30°17′13.9″N 111°31′38.4″E / 30.287194°N 111.527333°E     |          |          |
| 吳家渡橋     | 吳家渡       | 赤溪河村          | 30°17′59.4″N 111°29′5.25″E / 30.299833°N 111.4847917°E    |          |          |
| 枝城渡口     |              | 環城村            | 30°18′2.57″N 111°30′9.78″E / 30.3007139°N 111.5027167°E   |          |          |
| 廟橋         |              | 全心畈村          | 30°18′25.7″N 111°26′32.7″E / 30.307139°N 111.442417°E     | 51米     |          |
| 花枝橋       | 花子橋       | 大堰堤村 陽和嶺村 | 30°16′34.5″N 111°29′31.4″E / 30.276250°N 111.492056°E     |          |          |
| 余家橋       |              | 大堰堤村 余家橋村 | 30°15′44.4″N 111°28′47″E / 30.262333°N 111.47972°E        |          |          |
| 枝城立交橋   |              | 赤溪河村          | 30°18′1.55″N 111°29′9.7″E / 30.3004306°N 111.486028°E     |          | 公鐵立交 |
| 鷹子坳       |              | 官垱村            |                                                           |          |          |
| 鄢家坳       |              | 架鍋山村          |                                                           |          |          |
| 易家坳子     |              | 架鍋山村          |                                                           |          |          |

## 歷史

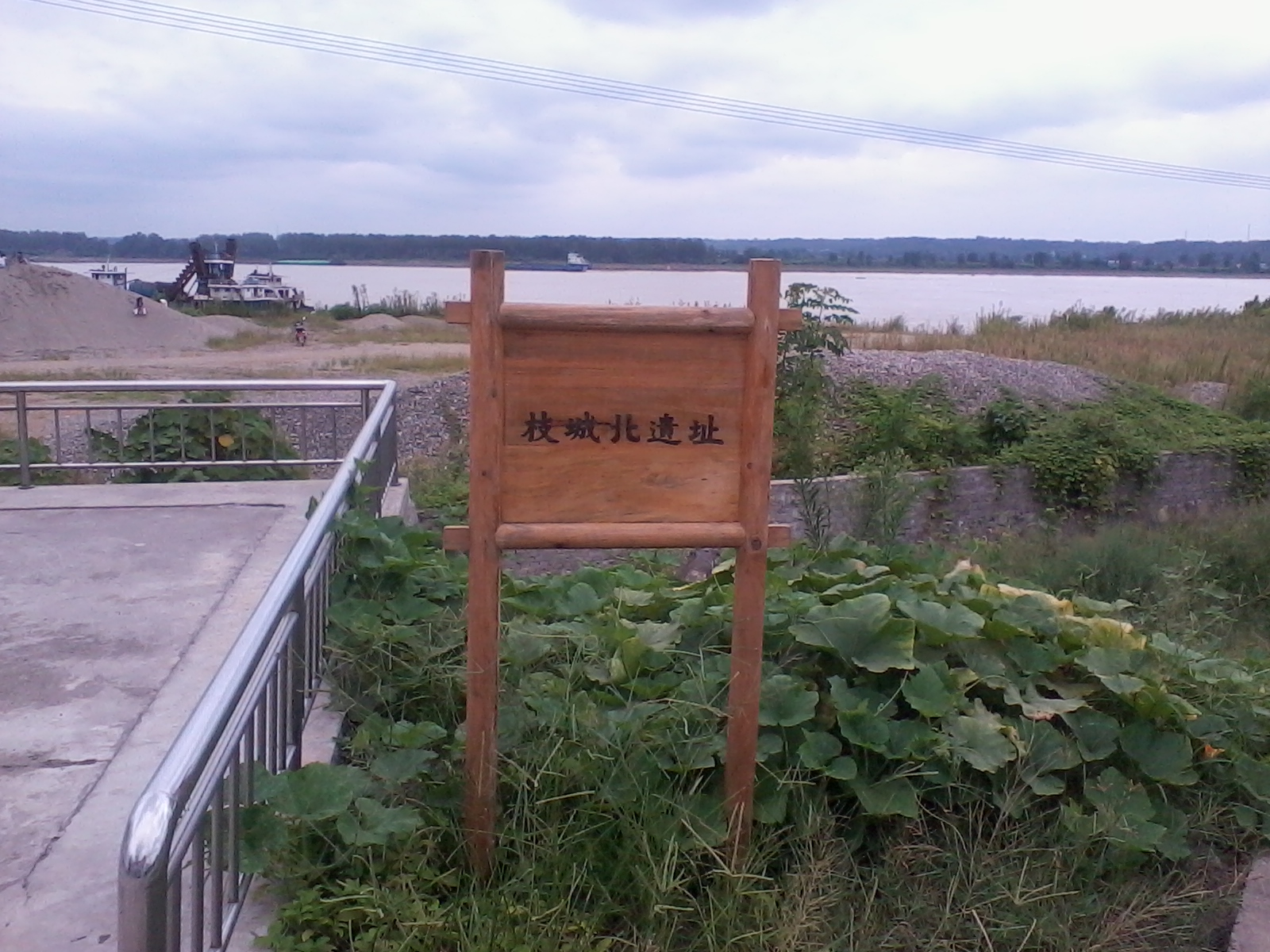
枝城北遺址

- 舊石器時代，九道河洞穴遺址屬晚更新世早期，證明十餘萬年前此地已有人類活動。
- 新石器時代，枝城北遺址30°18′11.8″N 111°30′0.3″E / 30.303278°N 111.500083°E屬彭山頭文化，表明此地稻穀種植歷史可追溯到距今8000餘年前。
- 夏、商、周三代時，屬古羅國。
- 先秦時為楚國都城，名“丹陽”。

## 文化

### 語言
属漢藏語系-漢語-官話方言-西南官話-成渝話-宜昌話-宜都話，

### 教育
- 橋西會館：由清代散文家王永彬在魏家橋（今余家橋）附近開設。
- 丹陽書院
- 幼兒園
- 小學：
  - 枝城小学
  - 敦本小學（民國時期）:建校於募旗山下（現官坪村）有校歌云：“募旗山，產豪俊，豪俊扶漢是壽亭；敦本小學今相映，締造英才培國本。敦厚以崇禮，本立而道生；我們步上武聖的後塵，完成國民革命。”
- 初級中學：枝城镇中，西湖中學
- 高級中學：宜都二中

### 其它
本地歇後語：
- 洋溪的麻花子——反揪的。
- 過了洋溪——不開飯。

## 景觀
1. 紫山冬翠
2. 白水晓渡
3. 三洲烟浪
4. 山市夕阳
5. 弥勒梵钟
6. 蓬莱仙境
7. 石簰渔网
8. 花溪牧笛

## 社會
购物地点主要有：东方超市（枝城大道），晨光超市（位于城坡垴），环城大市场（位于枝城大道）；
游玩地点主要有：丹阳公园（位于城坡垴），西湖公园（位于枝城大道东方超市旁），楚星游园（位于化工路），白水游园（位于白水港），沿江公园（位于顺城路）；
就医地点主要有：宜都二医（位于城坡垴），枝城港口医院（位于环城村），枝城镇卫生院（位于枝城西门）和松宜矿区卫生院（位于城坡垴）。

## 交通
汽车站：位于枝城大道和丹阳大道交汇处，有直达武汉、广州、北京、深圳、厦门等各大大中城市的长途巴士，也有发往松木坪、刘家场、宜都、枝江、宜昌、公安等地的中短途客运巴士。
火车站：位于枝城镇阳和岭村，有宜昌东-广州东、南昌-成都东、襄阳-湛江六列对开列车经停此站，另有怀化-安康、襄阳-广州东单向列车经停此站（具体请以时刻表为准）。
渡口：位于枝城小东门，可以渡江到达对岸。
大桥：枝城长江大桥，建于1971年，公路桥于2013年4月7日至2014年1月15日全封闭大修，预计投资过亿，并更换成沥青路面。该桥是枝城往返枝江的交通要道。

## 經濟
区域内拥有：宜昌兴发，东阳光工业园三号地（包括火力发电、生化制药、化成箔、冬虫夏草、胰岛素等实体，位于枝城楼子河），华新水泥（位于枝城楼子河），湖北宜化楚星化工股份有限公司（2002年1月由楚星集团“零值”转让给湖北宜化联合组建而成，位于化工路），湖北宜化大江复合肥有限公司（位于丹阳大道，2006年8月24日投产，为年产84万吨高浓度磷复肥项目），斯帕尔化工（位于枝城大道与丹阳大道交汇处），另有宜昌港务集团枝城港有限责任公司等大型公司。

## 人物
1. 清代文學家王永彬
2. 清末民初學者楊守敬